# 박남열
박남열(한국 한자: 朴南烈, 1970년 5월 4일 ~ )은 대한민국의 전 축구 선수이자 현 축구 지도자로 선수 시절 성남 FC와 수원 삼성 블루윙즈에서 미드필더로 활약했다.

## 클럽 경력
1993년 일화 천마를 통해 프로에 데뷔했으며 상무에서 군 복무를 수행한 1997년과 1998년을 제외하고 2003년까지 아홉 시즌 동안 팀의 주전으로 맹활약하며 리그 6회 우승, 2000년 K리그 3위, 1999년 FA컵 우승, 1994-95년 아시안 클럽 챔피언십 준결승, 1995년 아시안 클럽 챔피언십 우승, 1996-97년 아시안 클럽 챔피언십 준우승, 2000년 FA컵 준우승, 2002년 FA컵 준결승 등의 굵직한 성과를 남겼다.
2003 시즌 종료 후 수원 삼성 블루윙즈와 6개월간의 단기 계약을 맺고 이적하여 공식전 단 3경기 뛰는데 그쳤지만, 팀의 2004년 K리그 우승을 경험한 뒤 2004 시즌을 끝으로 11년간의 현역 생활을 마무리했다.

## 국가대표팀 경력
1993년 3월 9일 캐나다와의 친선 경기에서 국제 A매치 데뷔전을 치른 뒤 같은 해 6월 13일 바레인과의 1994년 FIFA 월드컵 아시아 지역 1차 예선 4조 최종전에서 A매치 데뷔골을 터뜨리며 팀의 3-0 완승에 일조했다.
그리고 이듬해에 열린 1994년 아시안 게임에 참가하여 홈팀 일본과의 8강전에서 부상당한 한정국 대신 교체 투입된 후 10분간 소화하며 팀의 준결승 진출에 힘을 보탰지만 우즈베키스탄과의 준결승에서 0-1 충격패를 당하며 3위 결정전으로 밀려났고 쿠웨이트와의 3위 결정전에서도 1-2로 패하며 메달 획득에 실패했다.
이후 1996년 AFC 아시안컵 본선 엔트리에 합류하였으나 이란과의 8강전에서 상대팀 에이스 알리 다에이에게 포트트릭을 허용하는 등 무려 6골을 얻어맞고 무너지며 준결승 문턱에서 좌절했으며, 1998년 A매치 통산 20경기 1골의 기록을 남기고 국가대표팀 유니폼을 반납했다.

## 지도자 경력
선수 은퇴 직후 백양중학교 축구부의 감독으로 지도자 커리어를 시작한 이후 2008년까지 백양중학교 축구부를 이끌었다.
그 뒤 이듬해에 WK리그가 출범하자마자 이천 대교의 감독직을 맡아 4시즌동안 WK리그 2회 연속 제패를 비롯해 3번의 리그 우승, 2012년 전국체육대회와 2012년 전국 여자 축구 선수권 대회 준결승 진출, 2013년 전국 여자 축구 선수권 대회 우승 등을 이끌며 지도력을 인정받았고 2012년에는 대한민국 여자 대표팀 사령탑을 잠시 맡아 키프로스컵 5위의 성적으로 종전 키프로스컵 최고 성적을 이끌었다.
그 후 2013년 과거 팀 동료였던 안익수 감독의 러브콜을 받고 친정팀인 성남 일화 천마의 코치로 1시즌동안 팀을 이끈 뒤 2014 시즌을 앞두고 이천 대교 감독으로 복귀하여 3시즌 연속 WK리그 준우승(2014 ~ 2016), 전국체육대회 2연패(2015, 2016), 2016년 전국 여자 축구 선수권 대회 준결승 진출을 이끌었다.
그 뒤 2018 시즌 중반 김인완 감독이 이끌던 전남 드래곤즈의 코치로 부임하여 1시즌동안 김인완 감독을 보좌하여 팀의 2018년 FA컵 준결승 진출을 이끌긴 했지만 2018년 K리그1에서는 리그 12팀 중 꼴찌로 차기 시즌 2부 리그 강등이라는 최악의 성적을 남긴 채 김 감독과 함께 전남을 떠났다.
그리고 2019년 당시 내셔널리그 소속팀이던 김해시청의 수석 코치를 1시즌동안 맡았다가잠시 휴식을 취한 뒤 2022 시즌에 K3리그의 창원시청의 코치를 맡아 그 해 K3리그 우승을 이끌었고 그 지도력을 인정받아 2022년 K3리그 최우수 지도자 코치 부문에 이름을 올렸다.
창원시청의 코치로 2022년 K3리그 우승을 이끈 후, 2023 시즌을 앞둔 2022년 11월 8일 천안 시티 FC의 감독으로 전격 부임했다. 그러나 성적 부진으로 2023년 11월 29일에 감독직에서 전격 해임됐다.

## 수상

### 클럽 (선수)
성남 FC
- K리그1 : 우승 (1993, 1994, 1995, 2001, 2002, 2003), 3위 (2000)
- 코리아컵 : 우승 (1999), 준우승 (2000)
- 리그컵 : 우승 (2002 아디다스컵), 준우승 (1995 아디다스컵, 2000 아디다스컵)
- AFC 챔피언스리그 엘리트 : 우승 (1995), 준우승 (1996-97)
- 아프로-아시안 클럽 챔피언십 : 우승 (1996)
- 아시안 슈퍼컵 : 우승 (1996)
- 슈퍼컵 : 우승 (2002), 준우승 (2000)

수원 삼성 블루윙즈
- K리그1 : 우승 (2004)

### 국가대표팀 (선수)
대한민국
- 아시안 게임 : 4위 (1994)

### 클럽 (지도자)
이천 대교
- WK리그 : 우승 (2009, 2011, 2012), 준우승 (2014, 2015, 2016)
- 전국체육대회 : 우승 (2015, 2016)
- 전국 여자 축구 선수권 대회 : 우승 (2013)

창원 FC (코치)
- K3리그 : 우승 (2022)

### 개인
- 코리아컵 최우수선수 : 1999
- K3리그 최우수 지도자 : 2022 (코치 부문)